# Мишель, Джустина Ренье
Джустина Ренье Мишель (итал. Giustina Renier Michiel; 1755—1832) — венецианская аристократка, игравшая важную роль в интеллектуальной и общественной жизни Венеции.

## Ранние годы
Джустина родилась 14 октября 1755 года в Венеции в семье Андреа Ренье, сына предпоследнего венецианского дожа Паоло Ренье и Сесилии Манин, сестры Людовико, последнего дожа. В возрасте трёх лет Джустину отправили в монастырь монахинь-капуцинок в Тревизо, где она изучала английский и французский языки, музыку, искусство, математику и естествознание. Её вернули обратно в Венецию в возрасте девяти лет и устроили в элитную школу-интернат, которую содержала француженка, считавшейся очень начитанной и обладавшей свободным умом.

## Замужество
25 октября 1775 года, в возрасте 20 лет, Джустина вышла замуж за Марка Антонио Мишеля. Вскоре они отправились вслед за её отцом в Рим, где тот был назначен венецианским послом при римском папе Пие VI. Хотя Джустина пробыла там всего один год, она произвела глубокое впечатление на римское общество и получила прозвище Венецианской Венеры (Venerina Veneziana) . В 1776 году, во время своего пребывания в Риме, она родила дочь Елену. В течение следующих двух лет на свет появились ещё две её дочери — Сесилия и Кьяра, умершая в возрасте 10 лет. Джустина зачастую оставалась одна со своими детьми, когда её муж путешествовал. Это делало её несчастной и в конечном итоге она развелась со своим мужем 4 августа 1784 года, что позволило ей вновь окунуться в общественную жизнь, что ранее не одобрял её муж.
Когда она вернулась из своего годичного пребывания в Риме, брат её отца был избран дожем. Поскольку люди отказались принять его жену Маргариту Дельмаз, танцовщицу, в качестве догарессы, Джустине пришлось играть эту роль в случае необходимости. Она исполняла её на всех официальных церемониях в период с 1779 по 1789 год, при этом уделяла время своим интеллектуальным увлечениям и содержала литературный салон.

## Салон
Салон Джустины Ренье Мишель считался одним из двух самых модных салонов Венеции, вторым был салон её подруги Изабеллы Теоточи. В её салоне поддерживался особый венецианский дух, а его частыми посетителями были такие известные литературные деятели, как Ипполито Пиндемонте, Марина Керини Бензон, Уго Фосколо, Джустиниана Уинн (графиня Розенберг), а также мадам де Сталь и лорд Байрон. Она способствовала установлению связей между своими гостями, знакомя учёных друг с другом, поддерживала общение и интеллектуальные беседы. Её салон был отмечен не только интеллектуальными беседами и занятиями, но и служил хорошим местом отдыха. Витторио Маламани рассказывал, что его гости часто приходили за полночь после окончания театральных спектаклей чтобы обсудить только что увиденное и поиграть в «светские игры».
Когда Наполеон I занял Венецию, Джустина закрыла свой салон и в течение следующих десяти лет занималась изучением ботаники и публикацией своих переводов Шекспира. Она перевела с английского на итальянский язык «Отелло» и «Макбет» в 1798 году, а также «Кориолана» в 1800 году.

## Писательская деятельность
В это же время она также начала свою монументальный труд, изданный в шести томах, Le origine delle feste veneziane. Эта книга представляла собой тщательное исследование и подробный обзор венецианских фестивалей, мифов и общественных ритуалов. Это собрание сведений о венецианских традициях являлось одним из способов, которым она пыталась защитить Венецию и её историю: «Похоже, она считала своим долгом не допустить, чтобы что-либо потревожило призрак исчезнувшей республики».

## Поздние годы
В итоге Джустина вновь открыла свой салон и содержала его вплоть до самой смерти. Она покровительствовала Антонио Канове и переписывалась с Франсуа Шатобрианом. Она написала много писем, многие из которых были адресованы её племяннице Адриане Дзаннини, Марку Антонио Мишели, графине Марине Бенети Чиччапони и многим другим. В поздние годы ей пришлось носить слуховую трубку. Джустина умерла 6 апреля 1832 года в окружении друзей и внуков в возрасте 77 лет.